# Новоандреевка (Кировоградская область)
Новоандре́евка (укр. Новоандріївка) — село в Новгородковской поселковой общине Кропивницкого района Кировоградской области Украины.
До 2020 года входило в Новгородковский район
Население по переписи 2001 года составляло 677 человек. Почтовый индекс — 28212. Телефонный код — 5241.